# Экспресс К
«Экспре́сс К» (бывш. «Ленинская смена») — газета, новостной портал Казахстана (7 ноября 1920 - 28 февраля 2023). 

## История
Основана 7 ноября 1920 года. В советское время имела молодёжную направленность и была официальным органом комсомольской организации Казахстана. В 1920-е годы выходила под названиями «Юношеская правда» (1922—1923) и «Комсомолец» (1924—1925). С 1928 года выпуск был возобновлён, при этом издание получило название «Ленинская смена», в следующем году газета переехала из Кзыл-Орды в Алма-Ату. В годы Великой Отечественной войны выпуск был приостановлен.
5 января 1973 года Указом Президиума Верховного Совета СССР была награждена орденом «Знак Почёта» №811978.
В 1991 году после августовского путча газета получила своё нынешнее название. К началу 2000-х годов газета перестала быть изданием, ориентированным на молодёжь, тираж составлял 20 тыс. экз. (в 1980-е годы приближался к 300 тыс.).
В 2009 году издание переехало в Астану, что было объяснено необходимостью быть ближе «к центру принятия основных решений».
25 июня 2021 года вышел последний номер печатной версии газеты "Экспресс К". Медиа-ресурс полностью трансформировался из печатного СМИ в современный информационный портал. 
1 мая 2021 года обновленный сайт "Экспресс К" посетили 4 600 пользователей. Всего год спустя, 5 мая 2022 года, портал уже показал пиковый результат: 291 850 пользователей за сутки. Рост в 63 раза. Менее чем за два года работы обновленный сайт посетили 19 341 392 пользователя, проведено 99 721 273 сессии, общее число просмотров достигло 132 325 339. Более 56 млн просмотров пришлось на казахскую версию сайта, которая была создана впервые в истории этого СМИ.
О возможном закрытии "Экспресс К" стало известно в ноябре 2022 года. Тогда акционер Eurasian Resources Group (ERG) Александр Машкевич, которому и принадлежал информационный сайт, заявил, что ERG «уходит от владения медиаресурсами» и находится в процессе переговоров с коллективом издания. Компания, уточнил он, планирует сфокусироваться на своем бизнесе – горнодобывающей, металлургической деятельности.
28 февраля 2023 года редакция портала официально объявила о закрытии СМИ.

## Достижения
«Экспресс К» награждена орденом «Знак Почёта». На конкурсе «Алтын Жулдыз» признана лучшей газетой 2001 года в номинации «Республиканская газета на русском языке», а на конкурсе «Выбор года» — общественно-политической ежедневной газетой № 1 в Казахстане 2003, 2004, 2008 года, коллектив отмечен Благодарностью Президента Республики Казахстан в области средств массовой информации за особый вклад в информационное освещение общественно-политической, социально-экономической и культурно-гуманитарной сфер (2019).